# Joeri Basjmet
Joeri Abramovitsj Basjmet (Russisch: Ю́рий Абра́мович Башме́т) (Rostov aan de Don, 24 januari 1953) is een Russische altviolist. Hij groeide op in Lvov in Oekraïne. Van 1971 tot 1976 studeerde hij aan het Conservatorium van Moskou. Zijn docenten waren Vadim Borisovski en (na diens dood) Fjodor Druzjinin. Hij is begonnen als violist en later altist geworden, omdat hij dan naar eigen zeggen meer tijd over had om ook gitaar te gaan spelen.
Sinds 2002 is Basjmet dirigent van het Symphony Orchestra of New Russia.